# Saint-Laurent-de-Mure
Saint-Laurent-de-Mure là một xã thuộc tỉnh Rhône trong vùng Auvergne-Rhône-Alpes phía đông nước Pháp. Xã này nằm ở khu vực có độ cao trung bình 252 mét trên mực nước biển.